# Modello di Piispanen
L'analogia di Piispanen fornisce una modellazione matematica semplificata del processo di formazione di truciolo in una lavorazione alle macchine utensili in condizioni di taglio ortogonale.
Proposto per la prima volta negli anni 1930 dal tecnologo finlandese V. Piispanen, a livello didattico, il modello costituisce, insieme a quello di Ernst e Merchant, una tappa fondamentale nell'approccio allo studio delle tecnologie sottrattive.
Assimilando lo strato di soprametallo a un mazzo di carte, sotto determinate ipotesi il modello definisce relazioni di prima approssimazione tra le grandezze caratterizzanti le condizioni di taglio della lavorazione.
A contatto con il tagliente, con cui il grezzo è in moto relativo, il materiale da asportare si deforma plasticamente fino a staccarsi per rottura fragile. Osservando il fenomeno al microscopio è possibile individuare un'area del soprametallo in cui è netta la separazione tra materiale deformato e materiale non deformato. Nel truciolo si notano linee parallele che evidenziano la direzione della deformazione. L'angolo φ definito dalla direzione della deformazione e la superficie lavorata determinano il piano di scorrimento (o piano di taglio).
L'entità della deformazione di scorrimento è funzione dell'angolo di scorrimento φ e dell'angolo di spoglia frontale γ e vale:
{\displaystyle \gamma _{s}=\cot \phi +\tan(\phi -\gamma )}.
Studiandone la derivata si ricava l'angolo di scorrimento tale da minimizzare lo scorrimento:
{\displaystyle \phi ={\frac {\pi }{4}}+{\frac {\gamma }{2}}}.